# Калафати, Дмитрий Дмитриевич
Дмитрий Дмитриевич Калафа́ти (11 марта 1914, Москва — 25 сентября 2003, Москва) — русский и советский учёный и педагог.

## Биография
Родился 11 марта 1914 года (с его слов 1913 года) в Москве. Отец, Дмитрий Павлович Калафати — делегат II-го съезда РСДРП .
Мать, Рагозина Любовь Евгеньевна (дочь известного общественного деятеля, журналиста Рагозина Евгения Ивановича).
В 1931 году окончил Николаевский судомеханический техникум. Два года работал конструктором на Николаевском судостроительном заводе, а затем год на Одесском судоремонтном заводе. В 1934 году поступил в Одесский индустриальный (Политехнический) институт, который с отличием закончил в 1940 году. После окончания института поступил в аспирантуру. С 1941 по 1945 — участник Великой Отечественной войны. В составе действующей армии находился в артиллерийских частях на должностях от командира взвода в начале войны до начальника разведотделения артиллерии армии в конце войны. Окончил войну в звании майора. За участие в боях в период Отечественной войны награждён двумя орденами и тремя медалями. В Январе 1946 года поступает на работу в МЭИ, ассистентом на кафедру Теоретических Основ Теплотехники (ТОТ). В 1948 году защитил диссертацию на звание кандидата технических наук «Теория регенеративных циклов теплосиловых станций». Достижения Д. Д. Калафати в этом направлении исследований за период 1949—1958 г.г. отражены в книге А. С. Ястржембского «Термодинамика и история её развития» изд. Энергия, 1966 г.
В 1959 году Дмитрий Дмитриевич Калафати назначен заместителем начальника, а в 1960 г. начальником Главка инженерно-технических вузов Минвуза РСФСР и членом коллегии министерства МВССО РСФСР.
В 1961 году возвращается в МЭИ на кафедру ТОТ и в 1963 году защищает докторскую диссертацию. На защиту докторской диссертации была представлена книга «Термодинамические циклы атомных электростанций» Госэнергоиздат 1963 г. Она была сразу переведена в США, а затем в Израиле и Индии. В Большой Советской Энциклопедии, в статье, где дается определение атомной электростанции, книга Д. Д. Калафати в числе шести других, на которые ссылается автор статьи.